# Ерин Олдрич
Ерин Мари Олдрич  (енгл. Erin Marie Aldrich; Далас, 27. децембар 1977) је бивша америчка атлетичарка чија је специјалност била скок увис, и одбојкашица. У оба спорта била је репрезентативка САД.

## Каријера
Спортску каријеру почела је као одбојкашица 1996. на Универзитету у Аризони. Већ 1997. прелази на Универзитет Тексас у Остину, где учествује у универзитетским спортским такмичењима.
Године 1998. на универзитетском такмичењу у скоку увис скочила је 1,97 м што је привукло светску пажњу. У овој дисциплини освојила је четири титуле првака колеџа, па је позвана у репрезентацију за Летње олимпијске игре 2000. у Сиднеју. Била је 14. у квалификацијама са скоком од 1,88 метара. Учествовала је три пута на Светском првенство у атлетици на отвореном 1997. у Атини (1,80 м), 2005. у Хелсинкију (1,88 м) и 2007. у Осаки (1,88 м) али ниједном није успела да се пласира у финале.
Ерин Олдрич је била и репрезентативка САД у одбојци у периоду од 2001. до 2003. када је репрезентација САД била под вођством Тошија Јошиде. Играла је у италијанским клубовима у Модени, Ређо Емилији и Алтамури у периоду од 2003.до 2007, када је отишла у Јапан, где је и завршила каријеру 2008. Године 2006. на кратко се вратила у национални тим.